# Mixed-Mode CD
Mixed-Mode CD (Смешанный режим CD) — это компакт-диск, в котором содержится несколько различных типов данных. Такой диск мог воспроизводиться как музыкальным проигрывателем, так и мультимедийным компьютером, оснащённым приводом компакт-дисков. Наиболее обширно Mixed Mode CD использовался для добавления CD-качества звука в видеоигры, которые были записаны на компакт-диск.
У некоторых проигрывателей компакт-дисков с 1990-х годов могут возникнуть проблемы с Mixed Mode CD, потому что data-треки (до звуковых дорожек), могут быть проиграны, в результате чего может возникнуть «визг» который, в худшем случае, может привести к повреждению динамиков (это связано с тем, что проигрыватель не отличит data-файл от звуковой дорожки). Такие проигрыватели были разработаны до носителя информации типа CD-ROM, которые были общими, поэтому, пренебрегая прямой совместимостью, всегда будут воспринимать информацию как звуковые дорожки. Все новые аудио проигрыватели компакт-дисков распознают тип данных. В дальнейшей разработке CD Plus (CD Extra) звуковые дорожки размещаются до треков с данными, избегая проблемы для большинства аудио-проигрывателей.
При появлении компакт-дисков в качестве носителей информации многие разработчики стали выпускать свои игры в двух вариантах — в базовом (на дискетах) и в расширенном (на компакт-дисках), в котором, помимо данных игры, записывались музыкальные композиции в формате CD Audio. Эти композиции могли воспроизводиться как во время игры в виде фоновой музыки, так и в музыкальном проигрывателе в качестве музыкального альбома. Впоследствии от этой практики стали постепенно отказываться из-за того, что доля данных на диске продолжала расти, вследствие чего эти данные стали подгружаться с носителя, что прерывало звучание музыкальной дорожки. Также существовала практика, когда первая дорожка отводилась короткому аудиосообщению, озвучивавшему, что данный диск не предназначен для использования в музыкальном проигрывателе.
В конце 1990-х некоторые музыкальные исполнители размещали на своих альбомах дополнительную дорожку с данными, содержащими различные развлекательные или промо материалы: Flash-анимацию, HTML-страницу с описанием альбома и исполнителя и т. д. (например, в сингле «Гандбол» группы «Сплин», присутствовали видеоклип «Пластмассовая жизнь» и flash-ролик «Сплин feat Масяня»).